# Aleksandr Lebziak
Aleksandr Borissovitch Lebziak (en russe : Александр Борисович Лебзяк) est un boxeur russe né le 15 avril 1969 à Donetsk, en RSS d'Ukraine (Union soviétique).
Champion olympique et champion du monde amateur des poids mi-lourds respectivement en 2000 et 1997, il remporte également le titre européen de la catégorie en 1998 et 2000.

## Parcours auxJeux olympiques
Jeux olympiques d'été de 2000 à Sydney (poids mi-lourds) :
- Bat El Hadji Djibril (Sénégal) par arrêt de l'arbitre au 3e round
- Bat Danny Green (Australie) par arrêt de l'arbitre au 4e round
- Bat John Dovi (France) 13-11
- Bat Sergey Mihaylov (Ouzbékistan) par arrêt de l'arbitre au 1er round
- Bat Rudolf Kraj (République tchèque) 20-6